# 16 blåsare utan hjärna
16 blåsare utan hjärna (16 B.U.H.) var ett svenskt punkband som bildades i Tranås 1986 men som slutade spela 1994. De turnerade mest i Sverige, men hade också spelningar i Norge, Danmark, Nederländerna, Belgien och Schweiz. En återföreningsspelning gjordes 2004 och i samband med detta gavs också samlings-cd:n Aldrig mer en mohikan 1986-87 ut. I oktober 2021 var det dags igen för en återförening när de spelade på Fringeveckan med "Punk i Tranås".
Vid sidan av Rövsvett var 16 blåsare utan hjärna det mest omtalade bandet i Tranås punkscen.

## Medlemmar
- Mikael Karlsson-Wigstrand, gitarr, kör
- Magnus Grehn, sång
- Jimmy Karlsson, bas
- Frank Bergsten, trummor, kör
- Fredrik Grehn, gitarr, kör (92-93)

## Diskografi
- Från det ena till det andra, Fetvadd Records, kassett (1987)
- Vad har vi gjort för fel, Punish, kassett (1987)
- Cirkeln är bruten, Fetvadd Records, EP (1988)
- Vad har vi gjort för fel?, Den onde sirkel (NO), kassett (1988)
- Från det ena till det andra, Den onde sirkel (NO), kassett (1988)
- Live from Groningen, Holland 1988, Kapi, kassett (1988)
- Vi ska gå till botten med det här!, Dissonance Records, LP (1989)
- Split-7" w/Bimbo Shrineheads, Fetvadd Records/Tulpa Productions(1989)
- Split-7" w/Martial Mosh, Crash Mag Records (1990)
- Split-7" w/Brutal Personal, Fetvadd Records/Svenne Records (1991)
- Vem ska bära hundhuve't, Fetvadd Records, LP (1992)
- Split-cassette w/Useful Idiots MUT Tapes (1992)
- Vi ska gå till botten med det här!, Fetvadd Tapes, kassett (1994)
- Aldrig mer en mohikan 1986-1987, Six Weeks Records, CD (2005)
- Vi ska gå till botten med det här! Power It Up Records/Fetvadd Records LP (2017)
- Cirkeln är sluten Fetvadd Records CD (2025)
- Välkommen till efterfesten Fetvadd Records CD (2025)